# Aud Djupaudga
Aud Djupaudga (fornnordiska Auðr in djúpúðga, "Aud den djupsinta") eller Öda Djupödga ska ha varit en skandinavisk prinsessa, dotter till Ivar Vidfamne, och mor till Harald Hildetand, som återfinns i Sögubrot, Hversu Noregr byggðist ("Hur Norge byggdes") och Hyndlas sång. 
Hennes far Ivar Vidfamne gav bort henne till Hrörek av Lejre, kung av Själland, enbart för att han visste att hon hellre ville ha hans bror, Helge. Aud fick tillsammans med Hrörek sonen Harald Hildetand. Ivar Vidfamne sa till Hrörek att Aud var otrogen med Helgi. Hrörek dräpte sin bror Helgi och efter det kunde Ivar med gott samvete döda Hrörek och överta makten på Själland.
Aud flydde till Gårdarike med sin son Harald Hildetand och gifte sig med kungen av Gårdarike, Radbart som hon senare även fick sonen Randver med. Hennes far kung Ivar blev mycket upprörd för att hans dotter hade gift sig utan hans medgivande. Trots att han var gammal begav han sig mot Gårdarike, men på vägen dit hade han en natt en underlig dröm som han rådfrågade sin fosterfar Hord om. Hord berättade att drömmen förutsade Ivars död och slutet på hans ondskefulla dåd. Ivar blev så bestört när han hörde det att han kastade sig själv ner i havet från en klippa, varpå Hord kastade sig i efter honom.
Då tronen efter Ivar stod tom, reste Auds son Harald Hildetand tillbaka för att utkräva sitt arv, med hjälp av sin styvfar Radbart.